# Jari Isometsä
Jari Isometsä (født 11. september 1968 i Alatornio, Finland) er en pensioneret finsk langrendsløber, der gennem sin karriere vandt 3 OL og 4 VM-medaljer. I forbindelse med VM i 2001 på hjemmebane i Lahti blev Isometsä og en række andre finske stjerner taget for doping, diskvalificeret, og idømt en årelang karantæne. Isometsä fortsatte efterfølgende sin karriere, men nåede aldrig formen fra før dopingsagen.

## Resultater
Isometsä præsterede at vinde medaljer ved tre Olympiske lege i træk, OL i Albertville 1992, Lillehammer 1994 og i Nagano i 1998. Desuden vandt han fire gange medaljer ved VM.